# Akademik Varna
El Akademik Varna fue un equipo de fútbol de Bulgaria que jugó en la Liga Profesional de Bulgaria, la primera división nacional.

## Historia
Fue fundado en el año 1949 en la ciudad de Stalin por mandato del Partido Comunista de Bulgaria en su reforma al deporte basado en el modelo soviético, y en el caso del Akademik Varna era el equipo representante de los catedráticos y estudiantes universitarios de ciencias.
El club logra el ascenso a la Liga Profesional de Bulgaria en 1953, descendiendo tras una temporada.
Luego de varias temporadas entre la segunda y tercera división se fusiona con el PFC Cherno More Varna en 1969 a consecuencia de que los equipos de las grandes ciudades decidieran fusionarse, aunque el club en sus secciones de baloncesto y voleibol continua activo.

## Palmarés
- B PFG: 1

1952/53